# Eric Chenowith
Eric Robert Chenowith (Orange, 9 marzo 1979) è un ex cestista statunitense.

## Carriera
È stato selezionato dai New York Knicks al secondo giro del Draft NBA 2001 (43ª scelta assoluta).

## Palmarès

### Squadra
- Campione NBDL (2008)
- Coppa di Francia: 1

Pau-Orthez: 2002

### Individuale
- McDonald's All-American Game (1997)
- All-CBA Second Team (2006)
- Miglior rimbalzista CBA (2006)